# NWA World Tag Team Championship (Los Angeles version)
L'NWA World Tag Team Championship (Los Angeles version) è stato il principale titolo della divisione tag team della North American Wrestling Alliance, federazione affiliata alla National Wrestling Alliance che era attiva nel territorio di Los Angeles.
Il titolo fu attivo dal 1949, anno della sua introduzione, fino al 1960, e poi dal 1979 al 1982, quando fu reintrodotto dalla NWA Hollywood.

## Storia
I territori della National Wrestling Alliance erano tenuti a riconoscere un solo campione mondiale dei pesi massimi, ma la NWA consentiva ad ognuno di essi di stabilire un titolo mondiale di coppia, rendendoli di fatto dei titoli regionali, a discapito del nome. 
La categoria tag team era popolare principalmente sulla costa occidentale degli Stati Uniti, e la prima versione del titolo di coppia fu quella del territorio di Los Angeles, nata nel 1949, appena un anno dopo la nascita della NWA. Hugh Nichols e Johnny Doyle, promoter della North American Wrestling Alliance, diedero così vita al primo NWA World Tag Team Championship, annunciando come campioni inaugurali Ernie e Emil Dusek, il 14 luglio 1949. Questo titolo rimase attivo per 11 anni, prima di essere abbandonato e sostituito dalla versione di San Francisco, riconosciuta dalla maggioranza dei territori negli anni successivi.
Nel 1970 la NWA Hollywood, che controllava il territorio di San Francisco, decise di reintrodurre il titolo, che rimase attivo fino alla chiusura della federazione nel 1982. Da quel momento in avanti l'unica versione ancora attiva del titolo fu quella della NWA Mid-Atlantic.

## Albo d'oro
| Legenda  |                                                                               |
| -------- | ----------------------------------------------------------------------------- |
| #        | Indica il numero del regno titolato                                           |
| Regno    | Viene indicato il numero del regno del campione                               |
| Data     | La data in cui il titolo è stato vinto                                        |
| Località | Indica il luogo in cui il titolo è stato vinto                                |
| Note     | Indica notizie particolari riguardanti i cambi di titolo o altre informazioni |

| #                                 | Campione                              | Regno | Data             | Giorni | Località                | Evento     | Note | Fonti |
| --------------------------------- | ------------------------------------- | ----- | ---------------- | ------ | ----------------------- | ---------- | --- | ----- |
| 1                                 | Emil Dusek e Ernie Dusek              | 1     | 14 luglio 1949   | --     | Longbeach, California   | House show | I fratelli Dusek erano promossi come detentori di un titolo mondiale di coppia già nel maggio 1949, ma il territorio della California li riconobbe come campioni a partire dal 14 luglio. |       |
| Storia del titolo non documentata |                                       |       |                  |        |                         |            | |       |
| 2                                 | George Becker e Bobby Becker          | 1     | 14 agosto 1950   | --     | --                      | House show | I due erano promossi come campioni anche nel novembre di quell'anno. |       |
| Storia del titolo non documentata |                                       |       |                  |        |                         |            | |       |
| 3                                 | Gino Garibaldi e Leo Garibaldi        | 1     | --               | --     | --                      | House show | |       |
| Storia del titolo non documentata |                                       |       |                  |        |                         |            | |       |
| 4                                 | Emil Dusek e Ernie Dusek              | 2     | 13 agosto 1951   | --     | --                      | House show | |       |
| Storia del titolo non documentata |                                       |       |                  |        |                         |            | |       |
| 5                                 | Great Togo & Tosh Togo                | 1     | 4 giugno 1955    | --     | --                      | House show | I due erano promossi come campioni anche nel settembre 1955. |       |
| Storia del titolo non documentata |                                       |       |                  |        |                         |            | |       |
| 6                                 | Guy Brunetti e Joe Tangero            | 1     | 24 agosto 1957   | --     | --                      | House show | I due erano promossi come campioni anche nel settembre 1957. |       |
| Storia del titolo non documentata |                                       |       |                  |        |                         |            | |       |
| 7                                 | Hans Herman e Hans Schmidt            | 1     | ottobre 1957     | --     | Los Angeles, California | House show | |       |
| 8                                 | Berry e Tosh Togo (2)                 | 1     | 1958             | --     | Los Angeles, California | House show | |       |
| 9                                 | Billy Darnell e Sándor Szabó          | 1     | settembre 1958   | --     | Los Angeles, California | House show | |       |
| —                                 | Abbandonato                           | —     | 1958             | —      | —                       | —          | Il titolo fu abbandonato dai territori. |       |
| 10                                | Twin Devil 1 e Twin Devil 2           | 1     | 1979             | --     | Los Angeles, California | House show | Il titolo fu riattivato dalla NWA Hollywood. |       |
| 11                                | Dory Funk Jr. e Terry Funk            | 1     | febbraio 1980    | --     | Los Angeles, California | House show | |       |
| 12                                | The Hood e Ron Starr                  | 1     | 1980             | --     | Los Angeles, California | House show | |       |
| 13                                | Walter Johnson e Alberto Madril       | 1     | 1980             | --     | Los Angeles, California | House show | |       |
| 14                                | Ox Baker e Enforcer Lusciano          | 1     | 1980             | --     | Los Angeles, California | House show | |       |
| 15                                | Walter e Battleship Johnson           | 1     | 1980             | --     | Los Angeles, California | House show | |       |
| 16                                | Enforcer Lusciano (2) e Victor Rivera | 1     | 1980             | --     | Los Angeles, California | House show | |       |
| 17                                | Twin Devil 1 e Twin Devil 2           | 2     | 1981             | --     | Los Angeles, California | House show | |       |
| Storia del titolo non documentata |                                       |       |                  |        |                         |            | |       |
| 18                                | Rick Davidson e John Davidson         | 1     | 22 aprile 1981   | --     | Los Angeles, California | House show | I due erano promossi come campioni anche nell'agosto 1981. |       |
| Storia del titolo non documentata |                                       |       |                  |        |                         |            | |       |
| 19                                | Carlos Mata e Kiss                    | 1     | 1982             | --     | Los Angeles, California | House show | |       |
| —                                 | Vacante                               | —     | 1982             | —      | —                       | —          | Il titolo fu reso vacanti per motivazioni non note. |       |
| 20                                | Tor Kamata e Kamalamala               | 1     | 13 febbraio 1982 | --     | Bakersfield, California | House show | Sconfiggendo Alex Perez e Ron Starr per riassegnare il titolo vacante. |       |
| 21                                | Brazo de Oro e Brazo de Plata         | 1     | maggio 1982      | --     | Los Angeles, California | House show | |       |
| —                                 | Disattivato                           | —     | 26 dicembre 1982 | —      | —                       | —          | Il titolo fu disattivato con la chiusura della NWA Hollywood. |       |